# Acrortha
Acrortha là một chi bướm đêm thuộc họ Geometridae.